# اقتراع غيابي

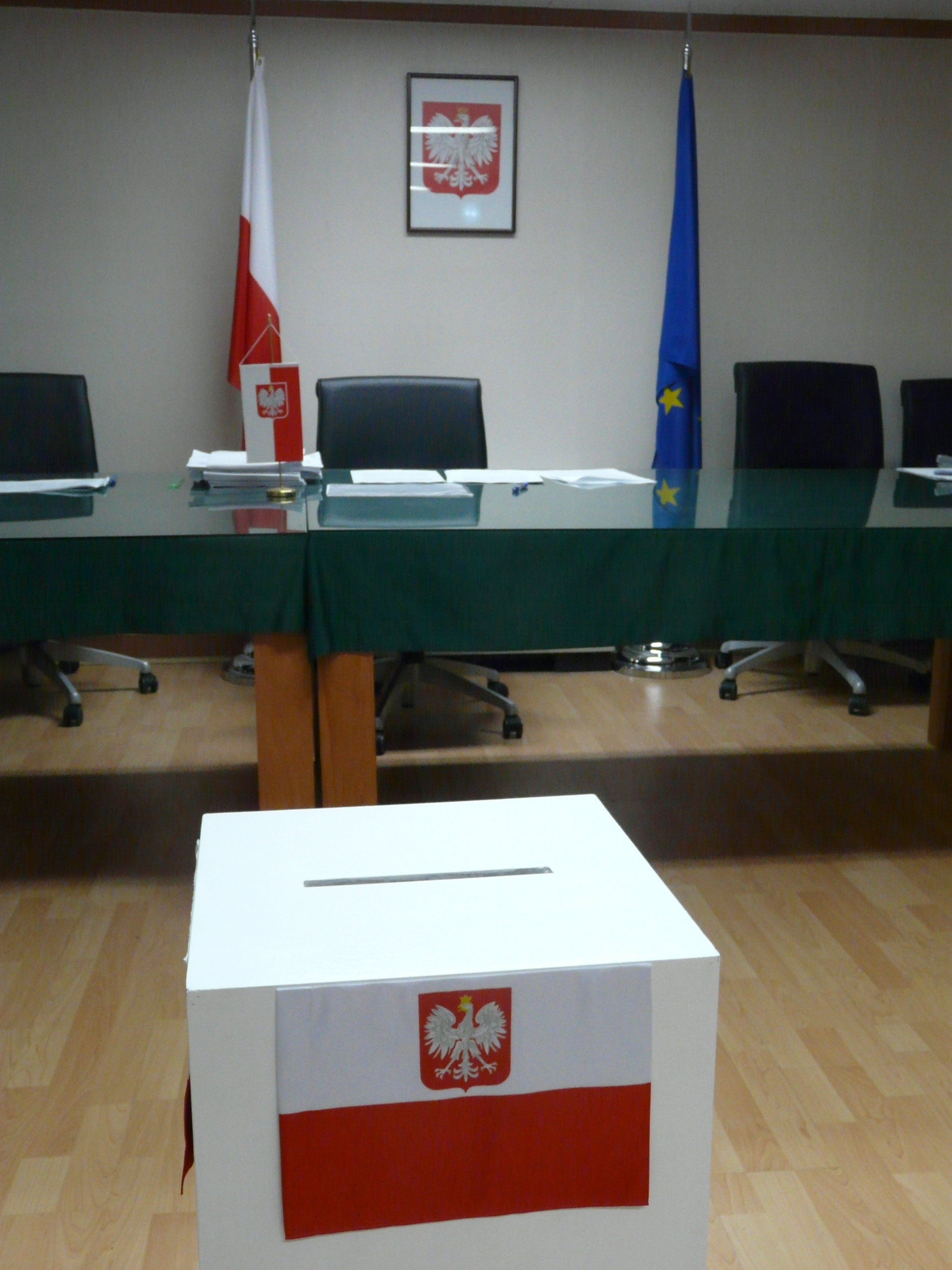

الاقتراع الغيابي هو علمية أدلاء الصوت من قبل الشخص الذي لا يستطيع أو لا ينوي الحضور إلى مركز الاقتراع الرسمي الذي يخصص للناخب. تم ابتكار العديد من الطرق لتسهيل عملية الاقتراع الغيابي. ويرى الكثيرون أن زيادة طرق الوصول السهلة للاقتراع غيابيا من شأنه تحسين نسبة المشاركين في الانتخابات، رغم أن بعض البلدان تشترط على الناخب تقديم سبب وجيه قبل المشاركة في الاقتراع الغيابي مثل المرض أو السفر.

## طرق الاقتراع غيابيا

### التصويت في مركز انتخابي أخر
تقوم العديد من البلدان بتوزيع الناخبين على مراكز انتخابي خاصة (مثل مركز الاقتراع القريب على محل السكن أو مركز الاقتراع في مقاطعة أو محافظة أو ولاية معينة)، وتوفر بعض البلدان آلية معينة يستطيع الناخبين عن طريقها الإدلاء بأصواتهم في يوم الاقتراع في مركز اقتراع أخر.
إن أسباب توزيع الناخبين على مراكز انتخابية معينة هي لوجستية بشكل عام. ومن الممكن أن تكون عملية الاقتراع الغيابي في مركز انتخابي أخر لأسباب متعلقة بتوفير بعض الخدمات، مثل تخصيص بعض مراكز الاقتراع الكبيرة المتاحة للاقتراع الغيابي، وتجهيز هذه المراكز بأوراق الاقتراع المخصصة للناخب الغائب.
وفيما يخص المصطلحات الانتخابية المستخدمة في بعض الدول، مثل أستراليا يعني المصطلح «الاقتراع الغيابي» التصويت في مركز انتخابي أخر والذي تم تخصيصه للناخب. وتعتبر مصطلحات «التصويت المبكر» و «التصويت بالوكالة» أو «التصويت بالبريد» مفاهيم مختلفة في هذه البلدان.

### التصويت بالبريد
يتضمن عملية التصويت عن طريق بالبريد بإرسال بريد يحتوي على أوراق الاقتراع إلى الناخب - عند الطلب فقط - والذي بدوره يجيب أن يقوم بملء هذه الأوراق وإعادتها، وعادة يتم إرفاقها مع شهادة من قبل شاهد مع توقيع الناخب والشاهد لغرض إثبات هويتهما.

### التصويت بالوكالة
تتضمن عملية التصويت بالوكالة بقيام الناخب بتعين شخص ما كوكيل له لكي يقوم بالتصويت نيابة عنه. ويجب أن يكون الشخص الموكل جديرا بثقة الناخب، ولا توجد وسيلة للتحقق من قيام الأشخاص الموكل لهه التصويت بالنيابة بالتصويت للمرشح الصحيح كما هو الحال في الاقتراع السري. وفي محاولة لتجاوز هذه المسألة، من الشائع قيام بعض الناس بترشيح شخص من الحزب المرد التصويت لصالحه كوكيل لهم في التصويت.

### التصويت عبر الإنترنت
تستخدم الشركات في بعض الأحيان التصويت عبر الإنترنت في انتخابات المساهمين (على سبيل المثال، «في اجتماعات سنوية أو خاصة لأعضاء مجلس الإدارة، وفي بعض المسائل المتعلقة بتنظيم وإدارة الشركة»).
تم السماح للمواطنين الفرنسيين المقيمين خارج البلاد بالتصويت إلكترونيًا في الانتخابات البرلمانية الفرنسية في عام 2012 (ولكن ليس في الانتخابات الرئاسية). وفي عام 2017 تم إلغاء العمل بالتصويت عبر الإنترنت بعد قيام الوكالة الوطنية للأمن الإلكتروني في فرنسا بالتحذير من هجمات الإلكترونية خطيرة جدا على إثر التدخل الروسي في انتخابات الولايات المتحدة 2016. وعلى نحو مماثل، تم حظر التصويت الإلكتروني في هولندا في عام 2007، وتخلت السلطات الألمانية أيضا عن فرز الأصوات إلكترونيا، حيث جرى عد وفرز جميع أوراق الاقتراع يدويا في محاولة لمنع التدخلات الخارجية في انتخاباتها.
تقوم ستة كانتونات في سويسرا بإجراء برنامج تجريبي للتصويت الإلكتروني، وبإمكان الناخبين السويسريين المقيمين في الخارجي الإدلاء بأصواتهم عن طريق التصويت الإلكتروني في كانتوني جنيف ونيوشاتل، وبإمكان بعض الناخبين الذين يعيشون في الكانتون أن يصوتوا إلكترونياً أيضاً. وتم السماح في كانتون بازل المواطنين السويسريين المقيمين في الخارجي والأشخاص المعاقين الذين يعيشون داخل الكنتون من الإدلاء بأصواتهم إلكترونيا منذ حزيران عام 2016.
يقوم نظام التصويت الإلكتروني في إستونيا باستخدام بطاقة الهوية الوطنية الإستونية والتي تكون مرتبطة بأرقام تعريف شخصية لكل ناخب: «يمتلك كل مواطن إسوتني بطاقة شخصية صادرة من قبل الحكومة الإستونية تحتوي على رقاقة قابلة للمسح ورقم سري يمنحهم هوية إلكترونية خاصة، يستطيعون من خلالها دفع ضرائبهم أو دفع الغرامات المكتبية أو شراء تذاكر الحافلة».
ويسمح قانون تكساس لرواد الفضاء الامريكيين الذين لا يستطيعون التصويت شخصيا ولا يستطيعون التصويت عن طريق الاقتراع الغيابي مثل الذين كانوا على متن محطة الفضاء الدولية ومحطة مير الفضائية بالإدلاء بأصواتهم الكترونيا عبر البريد الإلكتروني من المدار منذ عام 1997. ويتم إرسال أوراق الاقتراع عبر البريد الإلكتروني الآمن إلى مركز جونسون للرحلات الفضائية ثم يتم نقلها إلى المقاطعات الرئيسية لرواد الفضاء في ولاية تكساس. وكان رائد الفضاء ديفيد وولف أول أمريكي يدلي بصوته من الفضاء. ويمكن للناخبين من واشنطن من العسكريين أو الذين هم خارج البلد من من الإدلاء بأصواتهم عبر البريد وإعادتها إلى إدارة الانتخابات كبديل لنظام التصويت عبر البريد الإلكتروني.

## أمثلة على الاقتراع الغيابي

### أستراليا
يشير مصطلح «الاقتراع الغيابي» في أستراليا إلى الإجراء المتبع عندما يحضر الناخب إلى مركز الاقتراع الذي ليس ضمن الدائرة الانتخابية المسجل فيه لكي يُدلي بصوته. وبدل من قيام الناخب بتأشير ورقة الاقتراع ووضعها داخل صندوق الاقتراع، توضع ورقة الاقتراع داخل ظرف وبعدها يتم إرسالها من قبل موظف الاقتراع إلى الدائرة الانتخابية في منطقة الناخب لكي يتم فرزها.
كما أن التصويت البريدي والتصويت المبكر هما إجراءان منفصلان متاحان أيضاً للناخبين الذين لن يكونوا متواجدين في الدوائر الانتخابية المسجلين فيها في يوم الاقتراع.

### ألمانيا
يكون التصويت عبر البريد متاحا في جميع الانتخابات التي تجري في ألمانيا عند الطلب. وتم إلغاء شرط تقديم عذر في عام 2008 بالنسبة للانتخابات التي تكون على المستوى الاتحادي.

### الهند
لا يوجد في الهند لحد الآن نظام اقتراع غيابي يشمل جميع المواطنين. بمعنى آخر، يسمح قانون تمثيل الشعب لعام 1950 المادة 20(8) للمواطنين مثل موظفي الانتخابات والذين يخدمون في القوات المسلحة ورئيس الدولة بالتصويت غيابيا عبر الوسائل البريدية.
كما تمنع المادة 20 من قانون تمثيل الشعب لعام 1950 المواطن الهندي الغير مقيم من تسجيل أسمه في القوائم الانتخابية. وبالتالي، تمنع هذه المادة القانونية المواطن الهندي الغير مقيم من الإدلاء بصوته في الانتخابات البرلمانية والانتخابات الهيئة التشريعية. وفي شهر آب عام 2010 تم تمرير قانون تمثيل الشعب (المعدل) لعام 2010 في مجلس الشعب والذي يسمح للمواطنين الهنديين الغير مقيمين بحق التصويت وتم إعلان هذا القانون في الجريدة الرسمية في 24 تشرين الثاني عام2010. ويستطيع المواطن الهندي الغير مقيم الآن بفضل هذا القانون من المشاركة في الانتخابات الهندية ولكن يجب أن يكون حاضرا شخصيا في يوم الانتخاب. وحثت العديد من منظمات المجتمع المدني في الآونة الأخيرة الحكومة الهندية على تعديل قانون تمثيل الشعب للسماح للهنود غير المقيمين والأشخاص المتنقلين بالإدلاء بأصواتهم من خلال نظام الاقتراع الغيابي.

### جمهورية ايرلندا
يستخدم نظام التصويت بالبريد في انتخابات مجلس الشيوخ الايرلندي للدوائر الانتخابية الجامعية والهيئات المهنية، وكل منهما تمتلكان امتيازات محددة. من ناحية أخرى، لا يتاح التصويت بالبريد إلا في ضل مجموعة من الظروف المحددة. ويقتضي الدستور الأيرلندي إجراء اقتراع سري، وفسرت المحاكم ذلك على نحو ضيق جدا. ويكون التصويت عبر البريد متاحا للأشخاص الذين لا يستطيعون التصويت بشكل العادي بسبب أعمالهم. وهو متاح أيضا للطلاب الذين يعيشون بعيدا عن موطنهم وللأشخاص ذوي الإعاقة وللسجناء (منذ كانون الثاني 2007)، وللمقيمين لفترات طويلة في المستشفيات ودور التمريض وغيرها من المؤسسات المماثلة.

### إسرائيل
لا يوجد لدى إسرائيل نظام للاقتراع الغيابي لجميع المواطنين. ويقتصر الاقتراع الغيابي فقط على الجنود والسجناء والبحارة والدبلوماسيين الاجانب والمعوقين والمقيمين في المستشفيات. ولا تتم عملية الإدلاء بالصوت مباشرة بل يتم وضع ورقة الاقتراع في ظرف مزدوج مع معلومات خاصة بهوية الناخب ويتم عدها مباشرة بواسطة لجنة الانتخابات فقط بعد التحقق من أن الناخب لم يصوت في مركز الاقتراع الرسمي. وتجري معظم عمليات الاقتراع الغيابي في يوم الانتخابات في مراكز اقتراع بديلة. ويقتصر التصويت المبكر على موظفي الخدمة المدنية في الخارج. لا يوجد تصويت عبر البريد في إسرائيل.

### هولندا
يتاح التصويت بالوكالة في هولندا. ويمكن للناخبين توكيل شخص آخر ليقوم بالإدلاء بصوته دون الحاجة إلى القيام بإجراءات التسجيل. ويمكن للناخبين الإدلاء بصوتين بالوكالة كحد أقصى بالإضافة إلى الاقتراع الخاص بهم. أما الاقتراع بالبريد والتصويت عبر الإنترنت متاحان فقط للمواطنين الهولنديين المقيمين في الخارج، أو الذين لديهم واجبات وظيفية في خارج البلد في يوم الانتخابات.

### الفلبين
وفقا لقانون الاقتراع الغيابي الفلبيني للمواطنين في خارج البلد، فإن الاقتراع الغيابي لا يتاح في الانتخابات الفلبينية إلا في ظروف معينة، مثل العمال الفلبينيين في الخارج والمهاجرين. ويجب على الناخبين الأداء بأصواتهم شخصيا في أماكن الاقتراع المحددة مثل مكتب القنصلية؛ ويعد الاقتراع عبر البريد خيارا متاحا للفلبينيين في بلدان معينة. ووفقا لقانون الجمهورية رقم 7166 والأمر التنفيذي رقم 157 يتاح الاقتراع الغيابي المحلي فقط لأفراد القوات المسلحة والشرطة الوطنية الفلبينية الموظفين الحكوميين العاملين في يوم الانتخابات. ولا يزال نظام عد الاصوات يدويا ساريا في الاقتراع الغيابي المحلي والخارجي.
وفي الآونة الأخيرة، تم إجراء الاقتراع الغيابي في هونغ كونغ وسنغافورة من خلال نظام التصويت بالمسح الضوئي بسبب قرار لجنة الانتخابات رقم 8806 في الانتخابات العامة لسنة 2010.
ولا يمكن للناخبين الغائبين أن يصوتوا إلا للمرشحين المنتخبين من قبل جميع الناخبين: الرئيس ونائب الرئيس وأعضاء مجلس الشيوخ وممثلي القوائم الأحزاب.

### بولندا
يحق لكل مواطن بولندي مسجل في سجل الناخبين المحليين الحصول على شهادة الناخب الغيابي، وهي ورقة تحتوي على المعلومات الشخصية للناخب وختم الحكومة المحلية. ويمكن لأي شخص حاصل على شهادة الناخب الغيابي أن يدلي بصوته في أي مركز اقتراع داخل البلد وفي جميع أنحاء العالم (في السفارات والقنصليات البولندية؛ حيث يتم إنشاء مراكز اقتراع قبل الانتخابات من قبل وزارة الخارجية). ويتم إصدار شهادة الناخب الغيابي فقط للانتخابات الرئاسية البولندية والانتخابات البرلمانية وانتخابات البرلمان الأوروبي (في هذه الحالة، يمكن لأي مواطن بولندي أو مواطن من الاتحاد الأوروبي الحصول على شهادة الناخب الغيابي، كما يمكن للمواطن من الاتحاد الأوروبي الإدلاء بصوته للنواب البولنديين أو النواب في مراكز الاقتراع في داخل بولندا وكذلك في السفارات أو القنصليات البولندية، أو يمكن التصويت للنواب من البلد الأصلي. وإذا قام مواطن من الاتحاد الأوروبي بتسجيل نفسه في سجل الناخبين البولنديين، يقوم المسؤولون المحليون بإبلاغ المكتب المناسب في بلد المواطن الأصلي). وفي حالة إجراء انتخابات فرعية لمجلس الشيوخ، يجوز إصدار شهادة الناخب الغيابي للناخبين الساكنين والمسجلين في دائرة انتخابية فردية محددة.
كما يمكن أيضا التصويت في بولندا عن طريق البريد والتصويت بالوكالة.  ويمكن التصويت عن الطريق البريد في داخل البلد وخارجه، ولا يجوز التصويت بالوكالة إلا في داخل البلد.  ويجب تسجيل الوكيل كناخب في نفس سجل الناخبين المحليين. يكون البريد الذي يحتوي على اقتراع الناخب في الاقتراع عبر البريدي مجاني في بولندا، ولكن الناخب المقيم في الخارج يجب أن يدفع لكي يتم إرسال اقتراعه إلى القنصلية المناسبة.

### سويسرا
يسمح القانون الفيدرالي السويسري بالتصويت عبر البريد في جميع الانتخابات والاستفتاءات الفيدرالية، وتسمح جميع الكانتونات أيضا بذلك فيما يتعلق بالانتخابات الخاصة بالكانتونات. ويحصل جميع الناخبين على بطاقات الاقتراع الخاصة بهم عبر البريد، ويجوز لهم إما أن يدلوا بها في مركز اقتراع أو أن يرسلوها بالبريد.

### تايلاند
بدأ العمل بنظام الاقتراع الغيابي في تايلند للمرة الأولى في الانتخابات العامة لعام 2000، وذلك وفقا لما ينص عليه الدستور التايلندي لعام 1997. ويمكن إجراء الاقتراع الغيابي داخل تايلند وفي البلدان الأجنبية، حيث توجد لدى تايلند بعثات دبلوماسية. ويمكن للناخبين القيام بالتصويت الغيابي في حالتين: (الحالة الأولى) أولئك المسجل أسرهم في الدائرة الانتخابية الخاصة بهم ولكنهم لن يكونوا متواجدين في الدائرة الانتخابية في يوم الانتخابات، ويرغبون في الإدلاء بأصواتهم مقدما؛ (الحالة الثانية) الذين يقيمون في أماكن أخرى خارج دائرتهم الانتخابية قبل 90 يوما على الأقل من يوم الانتخابات، ولن يتمكنوا من العودة إلى دائرتهم الانتخابية في يوم الانتخابات.
وفي كلتا الحالتين، يجب على الناخبين الراغبين في الإدلاء بأصواتهم في الاقتراع الغيابي أن يسجلوا أنفسهم لدى لجنة الانتخابات قبل 30 يوما من موعد الانتخابات العامة. كما يمكن للناخبين داخل تايلاند الإدلاء بأصواتهم إما في مكاتب المناطق المخصصة للتصويت الغيابي في مقاطعاتهم أو عن طريق البريد. ويمكن أيضا للناخبين في الخارج أن يسجلوا أنفسهم للتصويت لدى البعثات التايلندية في بلد إقامتهم أو أن يرسلوا لهم ورقة الاقتراع بالبريد. وعادة ما يتم تحديد موعد الاقتراع الغيابي قبل أسبوع من موعد الانتخابات العامة.

### المملكة المتحدة
الاقتراع الغيابي يكون متاحا عند الطلب في جميع الانتخابات التي تجري في المملكة المتحدة - لا يشترط تقديم سبب - على الرغم من فضيحة تزوير الأصوات التي شملت اصوات الاقتراع بالبريد في انتخابات برمنغهام في عام 2004.

### الولايات المتحدة
يتم إجراء الاقتراع الغيابي في الولايات المتحدة عن طريق إرسال ورقة الاقتراع عبر البريد قبل يوم من الانتخابات. ويمكن للناخب إعادة ورقة الاقتراع عبر البريد أو قيامه بذلك شخصيا.

ينص المؤتمر الوطني للهيئات التشريعية للولايات ما يلي: 
تطلب الولايات عادة من الناخب ملء استمارة للحصول على ورقة الاقتراع الغيابي. وتساعد العديد من الولايات بتسهيل هذه العملية عن طريق إتاحة حصول الناخب على استمارة الاقتراع الغيابي عن طريق الإنترنيت ليقوم الناخب بعدها بطباعتها وإرسالها، وتسمح خمسة ولايات (ولاية فلوريدا ولويزيانا وماريلاند ومينيسوتا ويوتا) للناخب بتقديم طلب عبر الإنترنيت بالكامل. وتوجد في ولاية اريزونا بعض المقاطعات التي لديها استمارة على الإنترنيت لطلب الحصول على ورقة الاقتراع الغيابي، ويمكن للناخبين في ولايتي ديترويت وميشيغان طلب الحصول على ورقة الاقتراع الغيابي عن طريق تطبيق على الهواتف الذكية.

تقدم جميع الولايات طرق معينة للاقتراع الغيابي، وهناك الكثير من الاختلافات في الإجراءات المتبعة من قبل الولايات. على سبيل المثال، يسمح بالاقتراع الغيابي في بعض الولايات بدون تقديم سبب، حيث يسمح لأي ناخب مسجل بطلب التصويت عبر الاقتراع الغيابي من غير أن يقدم سببا يبرر رغبته في ذلك. كما تقوم بعض الولايات بإتاحة فترة زمنية للناخبين قبل موعد الانتخابات لكي يحضروا إلى مكتب الانتخابات أو مكان آخر محدد لطلب استمارة الاقتراع الغيابي وملؤها والادلاء بالصوت في مكان واحد. وتسمح ولايات أخرى للناخبين بالتصويت الغيابي تحت ظروف معينة.
اعتبار من آذار عام 2017 يلزم تقديم عذر من أجل التصويت عبر البريد في 20 ولاية، بينما يجوز لأي ناخب مؤهل التصويت غيابيا يدون تقديم عذر في 27 ولاية وكذلك في مقاطعة كولومبيا. تحتفظ 8 ولايات والعاصمة واشنطن بقائمة«اقتراع غيابي دائمي»؛ «بمجرد أن يطلب الناخب إضافته إلى هذه القائمة، فسوف يحصل على بطاقة الاقتراع الغيابي بشكل تلقائي للتصويت في جميع الانتخابات المقبلة».
تقوم كل من ولاية كولورادو وأوريغون وواشنطن بإجراء جميع الانتخابات عن طريق البريد، حيث يتم إرسال بطاقات الاقتراع عن طريق البريد إلى جميع الناخبين المؤهلين في كل عملية اقتراع. توفر المقاطعات في ولايتي أوريغون  واشنطن صناديق اقتراع في جميع أنحاء المقاطعة من أجل السماح للناخبين بوضع بطاقاتهم الانتخابية فيها في يوم الانتخابات أول قبله، بدلا عن دفع رسوم البريد عن طريق إرسالها عبر البريد. كما يمكن إجراء انتخابات معينة في 19 ولاية أخرى عن طريق البريد.
وكما هو مذكور في دليل البريد المحلي الخاص بخدمة البريد الأمريكية، يجب على الناخب عادة أن يدفع رسوم بريدية من أجل إرسال بطاقته الانتخابية الخاصة بالاقتراع الغيابي، لكن" أدوات الاقتراع في أي انتخابات يجب ان تشير إلى مكان بارز لأنه يجب دفع مبلغ الرسوم البريدية المناسبة". كما يمكن إرسال أدوات الاقتراع عن طريق الخدمة البريدية في الولايات المتحدة بدون الدفع المسبق للرسوم البريدية من قبل "أفراد القوات المسلحة في الخدمة العسكرية (وأزواجهم وأفراد أسرهم المعالين)، و "أفراد البحرية التجارية الأمريكية وأزواجهم وأسرهم المعالين"، و "المواطنون الأمريكيون المقيمون خارج الحدود الإقليمية للولايات المتحدة ومقاطعة كولومبيا وأزواجهم وأسرهم المعالين المقيمين معهم أو المرافقين لهم."
يزعم في بعض الأحيان وبشكل غير دقيق على أنه لا يتم عد أوراق الاقتراع الغيابي إلا إذا كان السباق الانتخابي متقارب، ولكن في الواقع يتم عد جميع أوراق الاقتراع الغيابي الصالحة حتى لو لم تؤثر على نتيجة الانتخابات.
يشمل قانون الاقتراع الغيابي للمواطنين خارج البلد كل من المواطنين والعاملين في الخدمة العسكرية، وينص هذا القانون على إجراء الاقتراع الغيابي الاتحادي عن طريق كتابة اسم المرشح والذي يمكن استخدامه بدلا من بطاقة الاقتراع الغيابي المنصوص عليه في قوانين الدولة. برنامج المساعدة في التصويت الاتحادي هو برنامج حكومي يقدم المساعدة للناخبين ويمارس سلطة أخرى بموجب هذا القانون. وقد تم استكمال ذلك بقانون تمكين الناخبين العسكريين والمدنيين في الخارج.
أقر المجلس التشريعي في ولاية تكساس في عام 1997 مشروع قانون يسمح بالتصويت غيابيا من الفضاء، بسبب وجود مركز جونسون الفضائي التابع لوكالة ناسا هناك وبسبب رواد الفضاء الذين يعيشون في منطقة هيوستن الحضرية.